# Paraclius femoratus
Paraclius femoratus är en tvåvingeart som beskrevs av Aldrich 1901. Paraclius femoratus ingår i släktet Paraclius och familjen styltflugor. Inga underarter finns listade i Catalogue of Life.